# Maizilly
Maizilly là một xã trong tỉnh Loire miền trung nước Pháp.